# فوناباشی، چیبا
فوناباشی از شهرهای استان چیبا ژاپن است که جمعیت آن در ۱ ژانویه ۲۰۰۸۵۸۶٬۷۶۲ نفر بوده‌است.

## پیشینه
فوناباشی به خاطر قرار گرفتن بر چهارراه مسیر چیبا (千葉街道، چیباکایدو) و مسیر ناریتا (成田街道، ناریتاکایدو) در روزگار دودمان ادو (۱۶۰۰-۱۸۶۸) به عنوان یک دهکده ماهیگیری با رونق روبه‌رو شد.
با ساخت راه آهن کرانه خاوری خلیج در سال ۱۸۹۴، از اهمیت فوناباشی به عنوان مرکز ارتباطی کاسته‌شد. اما در آغاز سده بیستم با استقرار یک پادگان ارتشی در نزدیکی شهر، این شهر پیشرفت کرد و پس از ساخت دو خط تازه راه آهن به سمت توکیو، فوناباشی به عنوان یکی از شهرهای اقماری توکیو درآمد.
با ادغام دهکده ماهیگیری کاتسوشیکا (葛飾) در فوناباشی، این شهر در سال ۱۹۳۷ به‌طور رسمی عنوان شهر دریافت کرد.